# Монте (Болцано)
Монте је насеље у Италији у округу Болцано, региону Трентино-Јужни Тирол.
Према процени из 2011. у насељу је живело 140 становника. Насеље се налази на надморској висини од 524 м.